# Liste von Hörspielpreisen
In dem Maße, wie sich das Hörspiel als eigene Kunstgattung im Hörfunk etablierte, wurden für diese Kunstform auch Preise ausgelobt. Die beiden prominentesten Hörspielpreise im deutschsprachigen Raum sind der Hörspielpreis der Kriegsblinden und das Hörspiel des Jahres. Ein großer Teil der Preise wird von den Rundfunkanstalten vergeben. Die folgende Liste umfasst auch die Preise für Radio-Features (Doku) und Hörbücher.

## Preise im deutschsprachigen Raum

### Deutschland
- ARD-Online-Award (Publikumspreis)
- Premiere im Netz (Nachwuchs-Preis der ARD, seit 2006)
- Axel-Eggebrecht-Preis
- DDR-Hörspielpreis (1977–1991)
- DDR-Kinderhörspielpreis (1981–1991)
- Deutscher Hörspielpreis der ARD (Jurypreis)
- Deutscher Kinderhörspielpreis
- Ernst-Reuter-Hörspielpreis (1959–1991)
- Feature-Preis des Bremer Hörkinos
- Frankfurter Hörspiel-Förderpreis
- Günter-Eich-Preis
- Hans-Böttcher-Preis (1960–1980)
- Hörkules
- Hörkulino
- Hörspiel-Award (Hörspielpreis der Internet-Hörspiel-Fan-Community)
- Hörspiel des Monats (Hörspiel des Jahres)
- Hörspielpreis der Akademie der Künste (Der Lautsprecher 1987–2007)
- Hörspielpreis der Kriegsblinden
- Karl-Sczuka-Preis
- Kinderhörspielpreis der Stadt Karlsruhe (Kinderjury)
- Kinderhörspielpreis des MDR
- Kurd-Laßwitz-Preis
- Kurz und gut! (Kurzhörspielpreis des RBB)
- Kurzhörspielpreis der Hörspielwiese Köln
- NRW-Hörspielpreis
- Ohrkanus-Hörbuch- und Hörspielpreis (2007–2013)
- Ohrwurm (Hörspiel-Wettbewerb des Leipziger Hörspielsommers)
- Plopp-Award
- Prix Ars Acustica
- Radio-, TV- und Neue-Medien-Preis
- Radio-Eins-Hörspielkino-Publikumspreis
- Schleussner-Schueller-Preis
- SLM-Hörfunkpreis
- Terre des Hommes-Kinderhörspielpreis (1985–1993)
- Zonser Darstellerpreis
- Zonser Hörspielpreis für regionalsprachliche Hörspiele

### Schweiz und Österreich
- Hörspiel des Jahres (Österreich) und Schauspieler des Jahres für den besten Sprecher
- Hörspiel des Jahres (Schweiz)
- Hörspielpreis des Kantons Bern
- Hörspielpreis der Stiftung Radio Basel (Deutschschweizer Hörspielpreis / Basler Hörspielpreis)
- Josef-Friedrich-Perkonig-Hörspielpreis
- Österreichischer Staatspreis für Hörspiel
- Prix Suisse
- Slabbesz
- Zürcher Radiopreis

## Internationale Preise
- BBC British Council International Playwriting Competition Award (England)
- BBC Newcomer Award
- Morishige Award (Japan)
- The New York Festivals (USA)
- Phonurgia Nova (Frankreich)
- Premios Ondas (Spanien)
- Prix Europa (Deutschland)
- Prix Futura (Deutschland) aufgegangen im Prix Europa
- Prix Ex Aequo – Kinderhörspiel (Slowakei)
- Prix Italia (Italien)
- Prix Marulić (Kroatien)